# Вінницькі Стави
Вінницькі Стави́ — село у Білоцерківському районі Київської області.
23 грудня 2018 року відбулися перші вибори у Ковалівській сільській громаді, до складу якої увійшли села Васильківського району: Ковалівка, Вінницькі Стави, Мар'янівка, Пологи, Пшеничне, Устимівка та села Фастівського району Кищинці, Паляничинці та Червоне з центром громади у селі Ковалівка, адреса: 08652, Київська обл., Білоцерківський р-н, с. Ковалівка, вул. Монастирська 1.

## Географія
Селом тече річка Чорнявка.

## Опис
Населення — близько 650 жителів.
В селі знаходиться Церква Пресвятої Трійці
За адміністративним поділом XVIII cт.: село ВІнницькі Стави Васильківського пов. Київського нам., з 1797 р. Васильківського пов. Київської губ.
Метричні книги, клірові відомості, сповідні розписи церкви Пресвятої Трійці (приписний Вінницький хут.) с. Вінницькі Стави Васильківського пов. Київської губ. зберігаються в ЦДІАК України http://cdiak.archives.gov.ua/baza_geog_pok/church/vinn_002.xml [Архівовано 11 грудня 2018 у Wayback Machine.]

## Історія
Утворено в 1701 році. Село багато разів змінювало назву:
- 1777 — Винницький хутір,
- 1800 — Винницькі Стави,
- 1808 — Середня Слобода,
- 1845 — Вінницькі Стави,
- 1896 — Стави Вінницькі чи Серединна Слобода,
- 1900 — Вінницькі Стави

1861 року с. Вінницькі стави Васильківського повіту з 2-го стану приєднано до с. Полочин, утворюючи Вінницько-Ставську волость у 1-му стані.

## Населення

### Мова
Розподіл населення за рідною мовою за даними перепису 2001 року:
| Мова            | Кількість | Відсоток |
| --------------- | --------- | -------- |
| українська      | 623       | 94.83%   |
| російська       | 26        | 3.96%    |
| білоруська      | 4         | 0.61%    |
| румунська       | 2         | 0.30%    |
| інші/не вказали | 2         | 0.30%    |
| Усього          | 657       | 100%     |

## Галерея

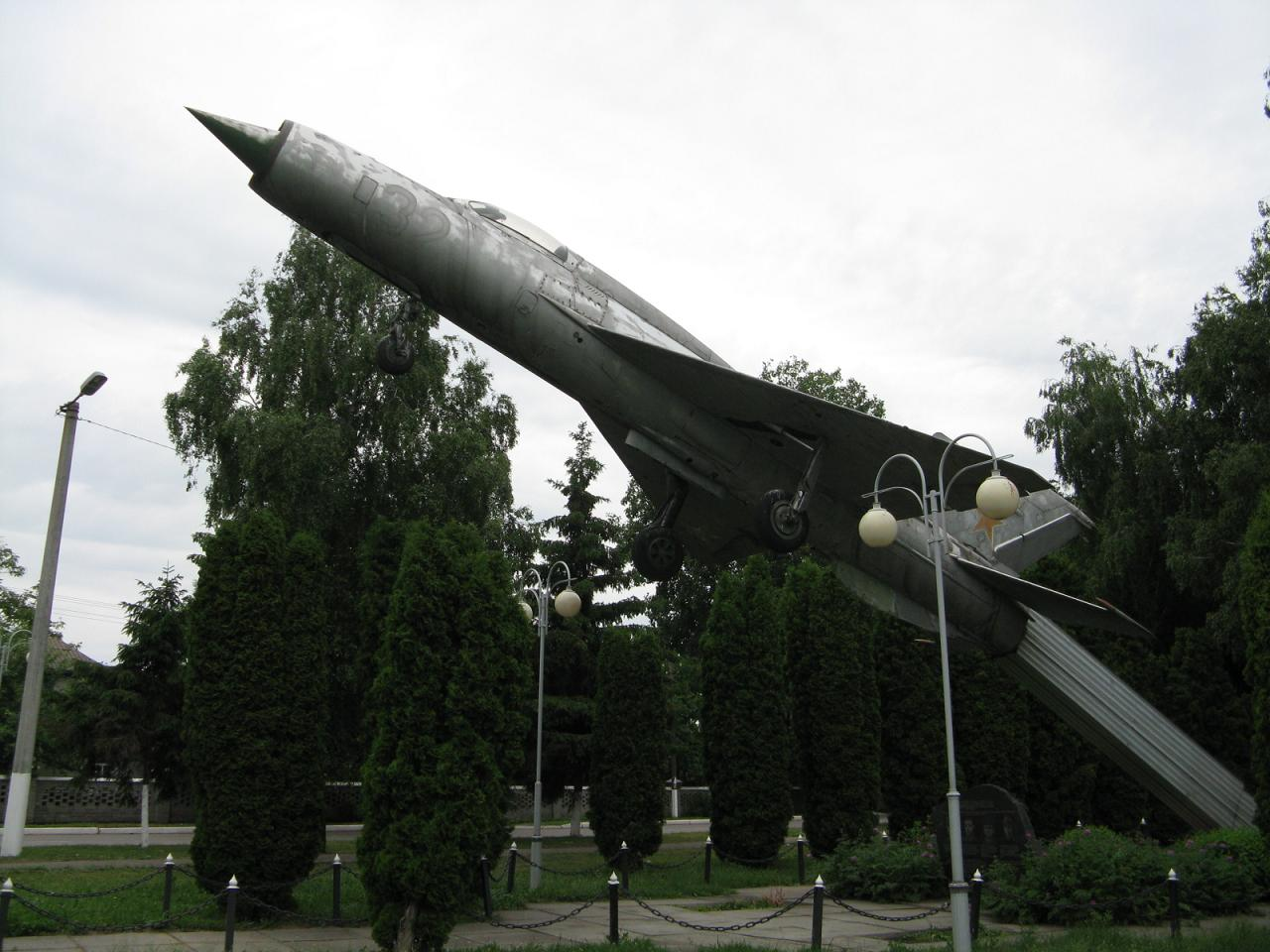

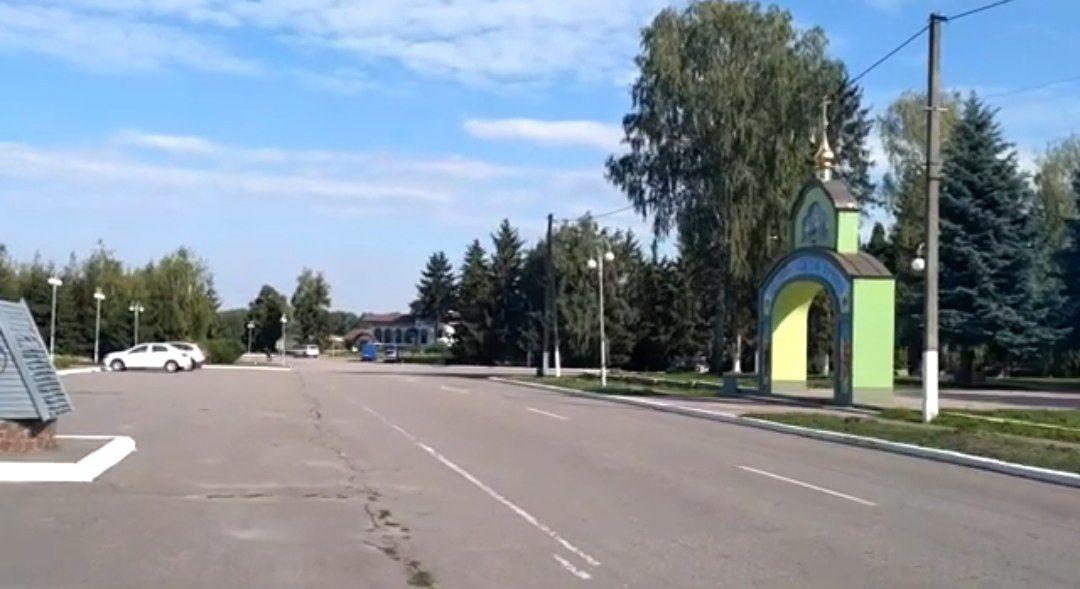

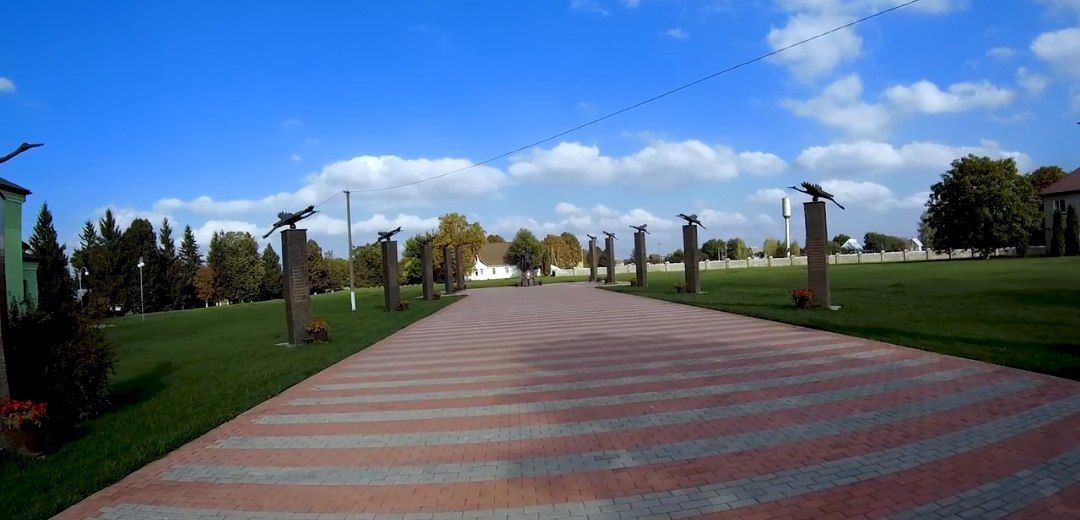

## Уродженці
- Прядченко Микола Данилович — балетмейстер і педагог. Народний артист України.

## Новітня історія
24 березня 2015-го близько 14-ї години в районі населених пунктів Вінницькі Стави — Гребінки зазнав аварії військовий вертоліт під час здійснення планового перельоту — з Миргорода до Озерного Житомирської області. Лейтенант Сергій Руденко загинув, ще двоє членів екіпажу — капітан і майор — були госпіталізовані.